# Tarık Ziya Ekinci
Tarık Ziya Ekinci (* 18. Februar 1925 in Lice, Provinz Diyarbakır; † 14. August 2024 in Istanbul) war ein kurdischer Mediziner, Politiker und Autor aus der Türkei.

## Leben und Werk
Tarık Ziya Ekinci besuchte das Gymnasium in Diyarbakır und ging dann nach Istanbul, um dort Medizin zu studieren. 1949 schloss er sein Studium ab. Als Arzt arbeitete er in Siverek, Diyarbakır und Lice. 1957 schloss er seine Facharztausbildung für Innere Medizin ab und ließ sich in Diyarbakır nieder. Er war mehrere Jahre Vorsitzender der Ärztekammer von Diyarbakır, Mardin und Siirt. Er publizierte mehrere medizinische Fachartikel und veranstaltete verschiedene Medizinerkongresse.
Neben der Medizin war Tarık Ziya Ekinci auch in der Politik aktiv. Er setzte sich für eine demokratische Lösung der kurdischen Frage ein. So war er von 1957 bis 1960 Mitglied der Cumhuriyet Halk Partisi. Danach wechselte er zur Türkiye İşçi Partisi (TİP). Er gründete den Sozialistischen Kulturverein (Sosyalist Kültür Derneği) mit und war der Vorsitzende der Filiale in Diyarbakır.
Von 1965 bis 1969 war er Abgeordneter der TİP für Diyarbakır im Türkischen Parlament. Innerhalb der TİP übernahm er mehrere Posten und war auch der Generalsekretär. Im Parlament war er der Fraktionsvorsitzende der TİP. Am 16. September 1967 prangerten kurdische Mitglieder der TİP das Ungleichgewicht zwischen West und Ost im Lande an. Dies geschah in Form von sogenannten Ost-Treffen. Diese Treffen bereiteten die Basis für die Gründung der Devrimci Doğu Kültür Ocakları (DDKO). An der Gründung des DDKO war Tarık Ziya Ekinci aktiv beteiligt. 
In den 1970er Jahren wurde er wegen kurdischer Propaganda gemäß Art. 142 des Strafgesetzbuches zu drei Jahren Haft verurteilt, von denen er zwei Jahre absaß. Nach dem Militärputsch in der Türkei 1980 wurde er mehrere Male verhaftet. 1982 floh er nach Frankreich, wo er bis 1989 als Arzt arbeitete. Am 30. Juni 1989 kehrte er in die Türkei zurück, verbüßte seine restliche Haftstrafe und ließ sich in Istanbul nieder. Er war der Gründer der Organisation Demokratische Versöhnung und Initiative zu Lösung der kurdischen Frage kurz DEMOS (Demokratik Uzlaşma ve Kürt Sorununda Çözüm Girişimi).
Tarık Ziya Ekinci verfasste mehrere Bücher und schrieb in mehreren Zeitungen und Zeitschriften.

## Bücher
- 1966: Doğu Dramı
- 1995: Devlet ve Ben
- 1995: Faili Meçhul Bir Cinayet
- 1997: Vatandaşlık Açısından Kürt Sorunu ve Bir Çözüm Önerisi
- 1999: Demokrasi, Çokkültürlülük ve Bir Yargısal Serüven
- 2001: Avrupa Birliği’nde Azınlıkların Korunması Sorunu Türkiye ve Kürtler
- 2004: Sol Siyaset Sorunları Türkiye İşçi Partisi ve Kürt Aydınlanması
- 2004: Millet Milliyetçilik, Devlet ve Anayasa Sorunları
- 2004: Türkiye’de Demokrasi ve İnsan Hakları Sorunları
- 2004: Türkiye’nin Kürt Siyasetine Eleştirel Yaklaşımlar
- 2006: Türkiye’nin Çağdaşlaşması ve Kürtler